# Inazares
Inazares est un district de Moratalla (Région de Murcie, Espagne). Il se trouve à 1 350 m d'altitude, à la vallée de La Rogativa.

## Astronomie
Son ciel a été catalogué par la NASA comme le meilleur de toute la Péninsule Ibérique pour sa localisation géographique et parce qu'il n'y a pas de pollution lumineuse.

## Faune
On peut y voir des aigles, des vatours fauves, des bouquetins ibériques, des sangliers et des faucons pèlerins